# Костин, Юрий Алексеевич

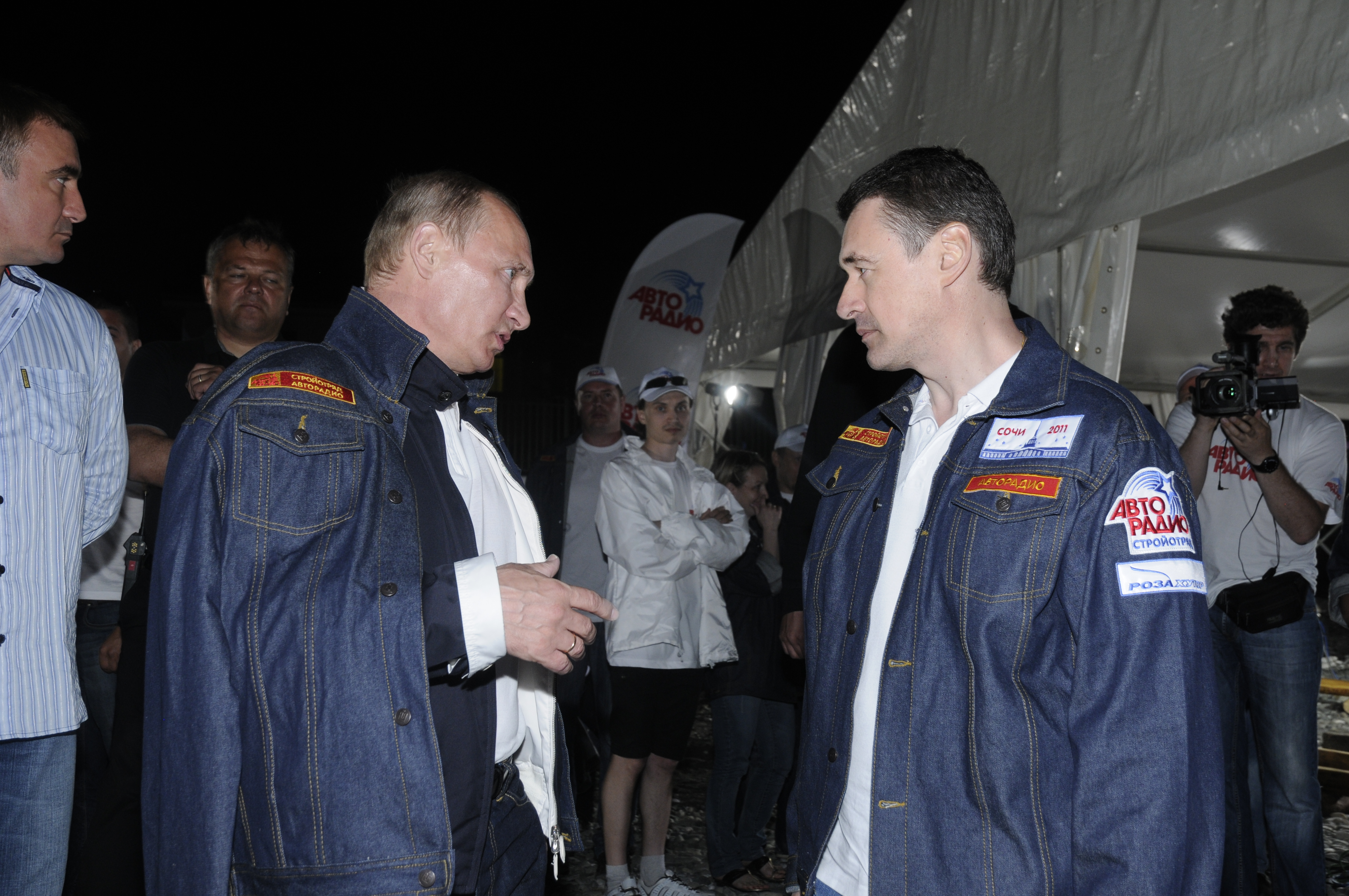
Стройотряд Авторадио, Сочи, 6 июня 2011 года

Ю́рий Алексе́евич Ко́стин (род. 1 августа 1965, Москва, РСФСР, СССР) — советский и российский журналист, писатель, общественный деятель, пионер отечественного FM-радиовещания. Президент «Вещательной корпорации Проф-Медиа» (2009—2016), Генеральный директор «Газпром-Медиа Радио» (2016—2022), Президент «Газпром-Медиа Радио» (с февраля 2022 года). Вице-президент «Российской академии радио» (РАР) (с 4 февраля 2010 года). Член Союза Журналистов России и Союза писателей Москвы. Кавалер ордена Дружбы (2016).

## Биография
- 1987 — окончил факультет международной журналистики МГИМО МИД СССР[1];
- 1987—1990 — работал в главной редакции Государственного комитета СССР по телевидению и радиовещанию на США и Англию[1];
- 1990 — назначен ответственным выпускающим отдела радиовещания на Великобританию и Северную Ирландию объединения «Астра» Международного московского радио[1];
- 1992—2000 — генеральный директор и соучредитель «Радио 101» (101.2 FM);
- 2000—2002 — главный редактор и акционер портала интернет-радиовещания «101.ru»;
- 2002—2004 — генеральный продюсер «Авторадио» и радио «Energy» в России (104.2 FM);
- С 2004 года — вице-президент по связям с общественностью и международным отношениям «Вещательной корпорации „Проф-Медиа“»;
- С 2004 года по 16 декабря 2009 года — вице-президент общества с ограниченной ответственностью «Вещательная корпорация „Проф-медиа“» (город Москва);
- С 17 декабря 2009 года по 2016 год — президент общества с ограниченной ответственностью «Вещательная корпорация „Проф-медиа“» (город Москва);
- С 2016 года по февраль 2022 года — генеральный директор «Газпром-Медиа Радио»[1];
- С 21 февраля 2022 года — президент «Газпром-Медиа Радио[3]»;
- С 4 февраля 2010 года по настоящее время — вице-президент «Российской академии радио» (РАР), академик[1];
- Член Союза писателей Москвы;
- Генеральный продюсер международного музыкального фестиваля «Дискотека 80-х»;
- Член жюри национальной премии «Радиомания»;
- Член Правления Национальной ассоциации телерадиовещателей (НАТ);
- Президент "Фонда поддержки отечественной музыки" и "Российской национальной музыкальной премии «Виктория»"[4].

## Литературное творчество
- 2005 — «Две жизни моего поколения» (книга удостоена диплома литературной премии «Венец 2007»)[5][6];
- 2006 — «Немец» (по роману снят одноименный, восьмисерийный телесериал), книга была переиздана два раза;
- 2008 — «Президент — мой ровесник. Исповедь пионера FM-радио» (дополненное и переработанное переиздание книги «Две жизни моего поколения»);
- 2009 — «Русский»;
- 2011 — «Убить Горби»;
- 2014 — «Радио»;
- 2019 — «Француз»;
- 2019 — «Немец», «Русский» (переиздание).

«Радио».

## Признание

### Государственные награды
- 2010 — Благодарность Президента Российской Федерации — за заслуги в области телерадиовещания и многолетнюю плодотворную работу[7].
- 2016 — орден Дружбы — за достигнутые трудовые успехи, активную общественную деятельность и многолетнюю добросовестную работу[2].
- 2019 — Премия Правительства Российской Федерации в области СМИ[8].

### Общественные награды
- 2006 — лауреат премии «Медиа-менеджер России»[1].
- 2008 — лауреат премии «Медиа-менеджер России»[1].
- 2010 — лауреат премии «Медиа-менеджер России»[1].
- 2016 — лауреат премии «Медиа-менеджер России»[1].
- 2019 — лауреат международной премии Terra Incognita Awards[9][10].

## [1]Ссылки
- Официальный сайт писателя Юрия Костина. // yurikostin.ru

1. ↑  Интервью Юрия Костина с Николаем Дурмановым. rusplt.ru. Дата обращения: 13 апреля 2020. Архивировано 21 апреля 2020 года.